# Campionati europei di atletica leggera 1978 - Getto del peso maschile
La gara del getto del peso maschile si è tenuta il 31 agosto e 1º settembre.

## Risultati

### Qualificazioni
| Pos | Nome                  | Nazione          | Misura | Note |
| --- | --------------------- | ---------------- | ------ | ---- |
| 1   | Reijo Ståhlberg       | Finlandia        | 20.25  | Q    |
| 2   | Udo Beyer             | Germania Est     | 20.03  | Q    |
| 3   | Anatoliy Yarosh       | Unione Sovietica | 19.80  | Q    |
| 4   | Jaromír Vlk           | Cecoslovacchia   | 19.76  | Q    |
| 5   | Aleksandr Baryshnikov | Unione Sovietica | 19.74  | Q    |
| 6   | Wolfgang Schmidt      | Germania Est     | 19.72  | Q    |
| 7   | Hreinn Halldórsson    | Islanda          | 19.62  | Q    |
| 8   | Jaroslav Brabec       | Cecoslovacchia   | 19.48  | Q    |
| 9   | Mathias Schmidt       | Germania Est     | 19.38  | Q    |
| 10  | Valcho Stoev          | Bulgaria         | 19.26  | Q    |
| 11  | Ralf Reichenbach      | Germania Ovest   | 19.09  |      |
| 12  | Jean-Pierre Egger     | Svizzera         | 18.67  |      |
| 13  | Miroslav Janoušek     | Cecoslovacchia   | 18.61  |      |
| 14  | Anders Arrhenius      | Svezia           | 18.48  |      |
| 15  | Vladimir Milić        | Jugoslavia       | 18.35  |      |
| 16  | Marco Montelatici     | Italia           | 18.14  |      |
| 17  | Angelo Groppelli      | Italia           | 18.04  |      |
|     | Evgenij Mironov       | Unione Sovietica | DQ     | Q†   |
|     | Geoff Capes           | Regno Unito      | DQ     | Q‡   |

†: Evgenij Mironov si era qualificato per la finale, ma fu squalificato per essere risultato positivo al test anti-doping

‡: Geoff Capes, inizialmente qualificato per la finale, fu squalificato per comportamento antisportivo dopo aver spinto un ufficiale gara durante una discussione.

### Finale
| Pos | Nome                  | Nazione          | Misura | Note   |
| --- | --------------------- | ---------------- | ------ | ------ |
| 1   | Udo Beyer             | Germania Est     | 21.08  | CR     |
| 2   | Aleksandr Baryshnikov | Unione Sovietica | 20.68  |        |
| 3   | Wolfgang Schmidt      | Germania Est     | 20.30  |        |
| 4   | Reijo Ståhlberg       | Finlandia        | 20.17  |        |
| 5   | Anatoliy Yarosh       | Unione Sovietica | 20.03  |        |
| 6   | Jaromír Vlk           | Cecoslovacchia   | 19.53  |        |
| 7   | Hreinn Halldórsson    | Islanda          | 19.34  |        |
| 8   | Jaroslav Brabec       | Cecoslovacchia   | 19.27  |        |
| 9   | Valcho Stoev          | Bulgaria         | 19.23  |        |
| 10  | Mathias Schmidt       | Germania Est     | 19.21  |        |
|     | Geoff Capes           | Regno Unito      | DQ‡    |        |
|     | Evgenij Mironov       | Unione Sovietica | DQ†    | Doping |